# Jacek Bolewski

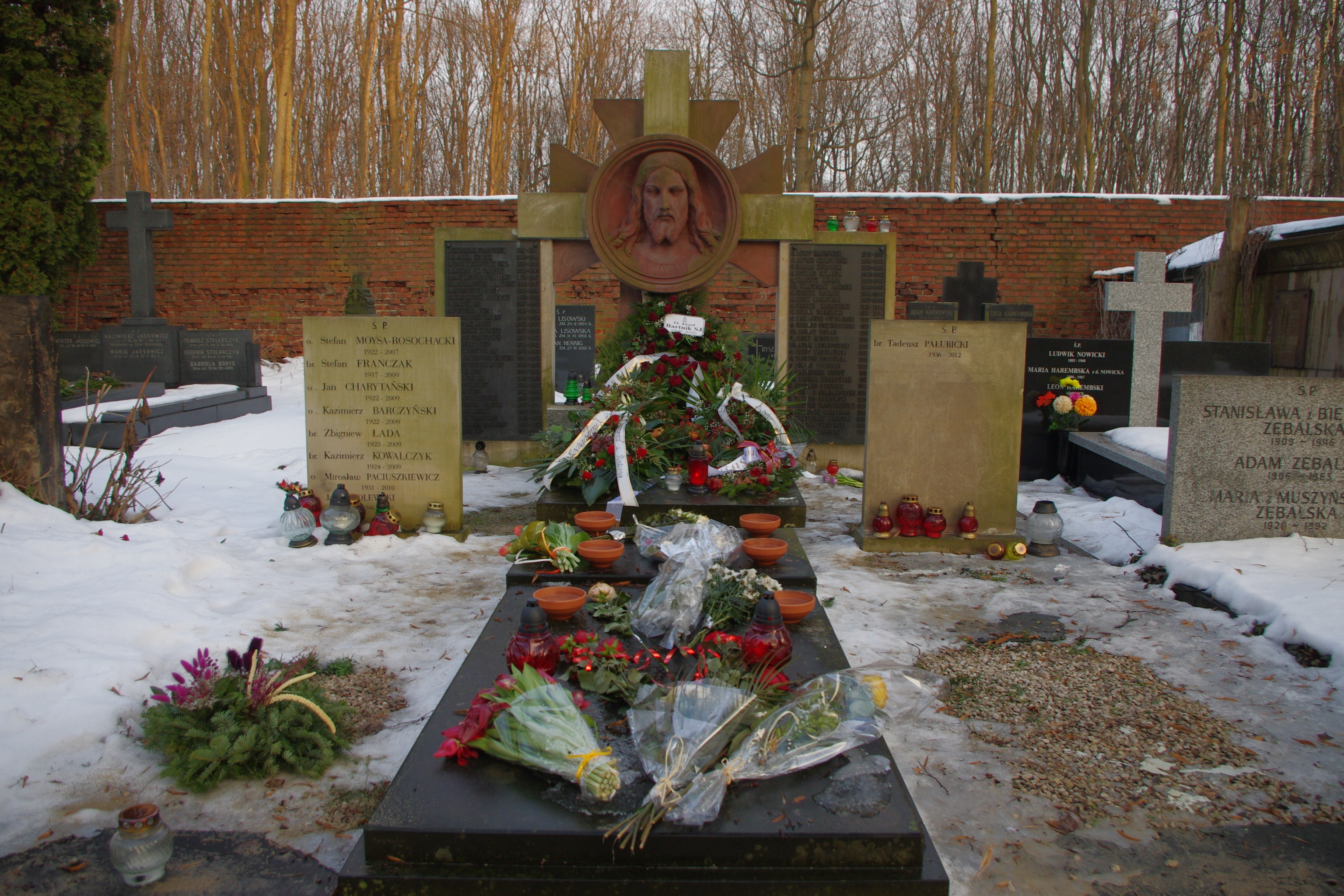
Grobowiec Zakonu Jezuitów na cmentarzu Powązkowskim w Warszawie (kwatera 216-5/6-1/2), pochowany jest w nim między innymi: Jacek Bolewski

Jacek Bolewski SJ (ur. 2 stycznia 1946 w Poznaniu, zm. 21 maja 2012 w Warszawie) – polski duchowny rzymskokatolicki, jezuita, prof. dr hab. teologii, pisarz.

## Życiorys
Ukończył fizykę na Uniwersytecie Warszawskim, gdzie pracował jako asystent w Instytucie Fizyki Teoretycznej.
W 1970 wstąpił do Towarzystwa Jezusowego i podjął studia filozoficzno-teologiczne m.in. we Włoszech i w Niemczech.
Do 2007 był dziekanem Wydziału Teologii sekcji "Bobolanum" Papieskiego Wydziału Teologicznego w Warszawie, gdzie wykładał teologię dogmatyczną, filozofię przyrody, protologię, eschatologię i mariologię.
Autor wielu książek oraz licznych artykułów z zakresu teologii dogmatycznej i życia duchowego. W latach 1992–1995 redaktor naczelny Przeglądu Powszechnego.
Wnuk Stefana Cybichowskiego.
Został pochowany w grobowcu Zgromadzenia Jezuitów na cmentarzu Powązkowskim (kwatera 216-1/2/5/6-37/38/38).

## Twórczość
- Prosta praktyka medytacji, Wydawnictwo M, Kraków 1992 ISBN 83-85541-85-3
- Nic jak Bóg. Postacie iluminacji Wschodu i Zachodu, Wydawnictwo Pusty Obłok, Warszawa 1993
- Nie bać się nieba. Maryjne intuicje - do myślenia, Wydawnictwo WAM, Kraków 1994 ISBN 83-7097-036-2
- Chrześcijaństwo opty-mistyczne, Wydawnictwo WAM, Kraków 1995 ISBN 83-7097-193-8
- Początek w Bogu, Wydawnictwo WAM, Kraków 1998 ISBN 83-7097-465-1
- W duchu i mocy Niepokalanego Poczęcia, Wydawnictwo WAM, Kraków 1998
- Sztuka u Boga, Wydawnictwo Rhetos, Warszawa 1998 (wyd. II 2003)
- Od-Nowa Z Maryją, Wydawnictwo WAM, Kraków 2000 ISBN 83-7097-649-2
- Zająć się ogniem. Odkrywanie duchowości ignacjańskiej, Wydawnictwo WAM, Kraków 2001 ISBN 83-7097-828-2
- Objawienie Szekspira, Biblioteka Więzi, Warszawa 2002 ISBN 83-88032-47-X
- Podstawy modlitwy, Wydawnictwo WAM, Kraków 2002 ISBN 83-7097-938-6
- Modlitwa życia śladami Św. Andrzeja Boboli (wraz z Maciejem Szczęsnym SJ), Wydawnictwo WAM, Kraków 2002
- Głębia Goethego, Biblioteka Więzi, Warszawa 2004
- Przewodnik po modlitwie (wraz z Maciejem Szczęsnym SJ), Wydawnictwo WAM, Kraków 2004
- Misterium Niepokalanego Poczęcia, Wydawnictwo Ojców Franciszkanów, Niepokalanów 2004 ISBN 83-87638-81-1
- Biała Bogini, Czarna Madonna..., Wydawnictwo Rhetos, Warszawa 2005
- Przewodnik po miłości (wraz z Maciejem Szczęsnym SJ), Wydawnictwo WAM, Kraków 2005
- Daleki Wschód na Zachodzie, Wydawnictwo WAM, Kraków 2006
- Odrodzenie – teraz i w godzinę śmierci… Rekolekcje z Maryją – drogą serca, Wydawnictwo Ojców Franciszkanów, Niepokalanów 2006 ISBN 83-60479-06-2
- Nowoczesność Ignacego Loyoli - na tle "błędnego" Don Kichota, Wydawnictwo Rhetos, Warszawa 2006 ISBN 83-89781-17-4
- Dzieje dzieci Mądrości, Tyniec Wydawnictwo Benedyktynów, Kraków 2007, ISBN 978-83-7354-185-6
- I-lustracja Niepokalanej, Wydawnictwo Ojców Franciszkanów, Niepokalanów 2007 ISBN 978-83-60479-22-3
- Nic jak Bóg (wyd. II), Jacek Santorski & Co Agencja Wydawnicza, Warszawa 2007 ISBN 978-83-89763-78-5
- Mit i prawda kultury. Z inspiracji René Girarda, Biblioteka Więzi, Warszawa 2007 ISBN 978-83-60356-32-6
- Nowa misja Niepokalanej, Wydawnictwo Ojców Franciszkanów, Niepokalanów 2008 ISBN 978-83-60479-30-8
- Szatańskie czy boskie, Wydawnictwo Rhetos, Warszawa 2009
- Niebieska Niewiasta. Mądrość i Maryja, Wydawnictwo Ojców Franciszkanów, Niepokalanów 2009 ISBN 978-83-60479-55-1
- Przewodnik po różańcu. 40 rozważań o tajemnicach, Wydawnictwo WAM, Kraków 2010
- Królowanie Bożego Serca. Roczne rozważania na pierwsze piątki, Wydawnictwo Ojców Franciszkanów, Niepokalanów 2010 ISBN 978-83-60479-77-3
- Co po Wenecji?, Wydawnictwo Święty Wojciech 2010
- Inicjacja mądrości. Dla życia, duchowości, teologii, Wydawnictwo Święty Wojciech 2012
- Misterium mądrości. Traktat sofio-mariologiczny, Wydawnictwo WAM, Kraków 2012 ISBN 978-83-7767-075-0